# Řád rumunské koruny
Řád rumunské koruny (rumunsky Ordinul Coroana României) byl rumunský záslužný řád. Založil ho dne 14. března 1881 král Karel I. při příležitosti povýšení Rumunského knížectví na království. Byl udělován do roku 1947 v Rumunsku. Poté, po pádu monarchie, slouží jako rodinný řád dynastie Hohenzollern-Sigmaringen.

## Vzhled řádu
Odznakem je zlatý, červeně smaltovaný maltézský kříž s bílým lemem. Mezi rameny se nacházejí
dvě propletené zlaté ozdobné iniciály zakladatele C. Ve středovém červeném medailonu se nachází stříbrná koruna, obtočená heslem na zlaté pásce PRINNOI INSINE 14. martie 1881 (Námi samotnými 14. března 1881). Na zadní straně pak data 10. MAIU 1866 (počátek vlády Karla I.), 1877 (osamostatnění se na Osmanské říši) a 1881 (rok povýšení na království). Za bojové zásluhy byly přidávány dva zkřížené meče.
V roce 1932 došlo ke změně vzhledu. Mezi rameny se objevily koruny na místo iniciál. Ty se přemístily do středového medailonu (dvě zkřížené iniciály C s I vpletené mezi ně). Kříž byl navíc převýšen korunou.
Hvězda je stříbrná a osmicípá, brilantující s řádovým křížem na středu. Hvězda velkodůstojníka je totožná, jen ve středu má pouze stříbrnou korunu.
Stuha světlemodrá se stříbrným postranním pruhem.

## Dělení
Řád měl po celou dobu svojí platnosti 5 tříd, a to:
- I. třída: velkokříž - velkostuha s odznakem a hvězda
- II. třída: velkodůstojník - odznak u krku a hvězda
- III. třída: komandér - odznak u krku
- IV. třída: důstojník - odznak na prsou, rozeta na stuze
- V. třída: rytíř - odznak na prsou

Každá třída měla určený počet nositelů, bylo to u velkokříže 25, u velkodůstojníka 80, u komandéra 150 a u důstojníka 300. Rytířská třída byla neomezena.

## Čeští nositelé
Během první světové války získalo řád několik československých legionářských důstojníků za zásluhy o vybudování rumunského legionu. Mezi nimi například Jaroslav Lisý, Silvestr Bláha, Václav Volf,  také ji dostal i Josef Šnejdárek I.třídu s meči. Do první světové války také ředitel Ringhofferových závodů František Adolf Hering (IV. třída). Po druhé světové válce obdržel řád Vilém Sacher (komandér, III. třída) a plk. gšt. František Dědič (komandér, III. třída).

## Galerie

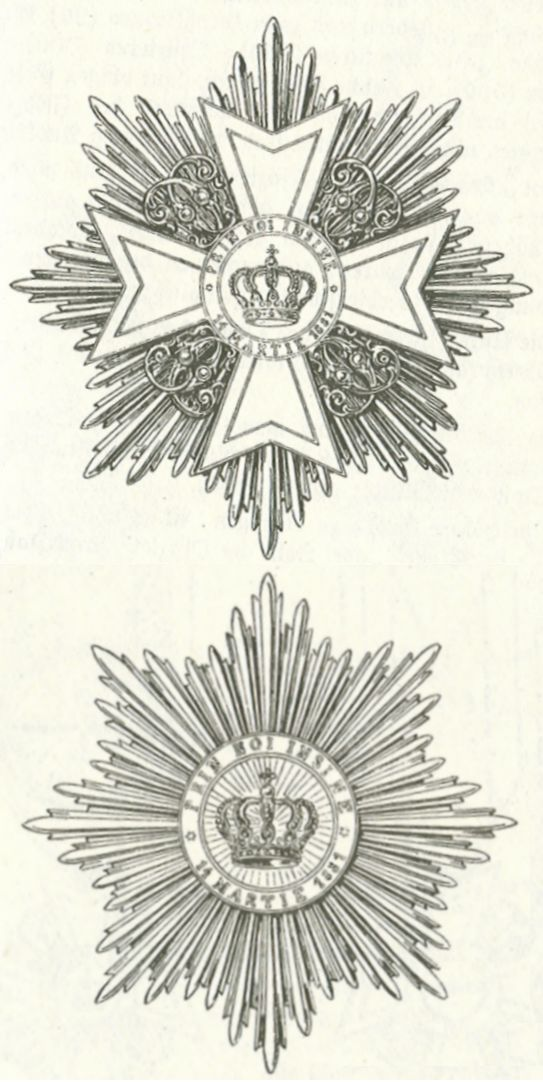
Hvězda velkokříže (nahoře) a hvězda velkodůstojníka (dole)
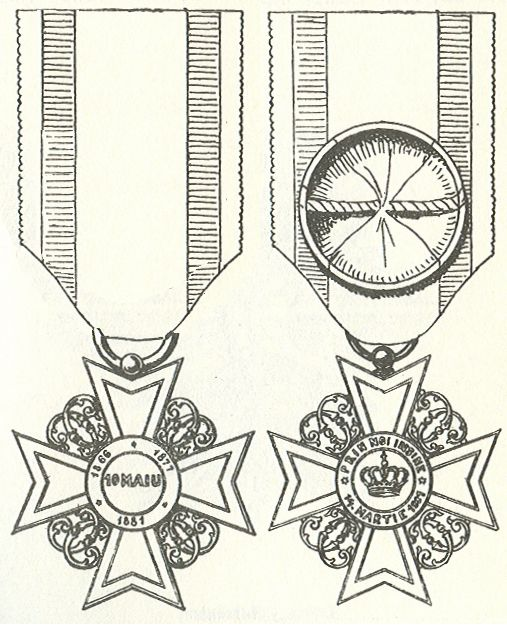
Důstojnická (IV.) třída řádu s rozetou na stuze
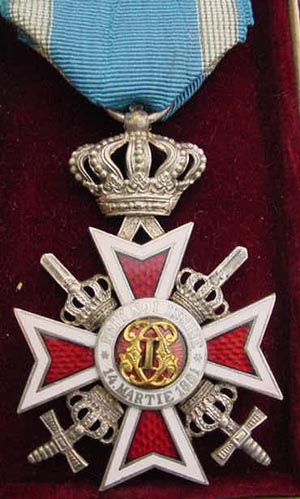
Rytířský odznak z roku 1932